# Comuna Vatici, Orhei
Comuna Vatici este o comună din raionul Orhei, Republica Moldova. Este formată din satele Vatici (sat-reședință), Curchi și Tabăra.

## Demografie
Conform datelor recensământului din 2014, comuna are o populație de 1.977 de locuitori. La recensământul din 2004 erau 2.311 locuitori.

## Administrație și politică
Componența Consiliului local Vatici (11 consilieri), ales la 5 noiembrie 2023, este următoarea:
|  | Partid                                        | Consilieri | Componență | Componență | Componență |
|  | --------------------------------------------- | ---------- | ---------- | ---------- | ---------- |
|  | Partidul Acțiune și Solidaritate              | 3          |            |            |            |
|  | Candidat independent OLESEA VEVERIȚA          | 1          |            |            |            |
|  | Candidat independent ILIE PROFIREAN           | 1          |            |            |            |
|  | Candidat independent ALA SOROCEAN             | 1          |            |            |            |
|  | Candidat independent NADEJDA NEGHIN           | 1          |            |            |            |
|  | Candidat independent VIOREL LAPP              | 1          |            |            |            |
|  | Candidat independent PETRU BURLACU            | 1          |            |            |            |
|  | Partidul Dezvoltării și Consolidării Moldovei | 1          |            |            |            |
|  | Candidat independent SILVIA SANDUȚA           | 1          |            |            |            |